# Kashmir (banda)
Kashmir é um quarteto de rock alternativo e indie rock originário da Dinamarca, muito comparada a banda inglesa Radiohead.
É formado pelo vocalista e guitarrista Kasper Eistrup, o baixista Mads Tunebjerg, o tecladista e guitarrista Henrik Lindstrand e o baterista Asger Techau.
Na primavera de 1991, Eistrup, Tunebjerg e Techau formaram uma banda de heavy blues chamada Nirvana em Frederiksberg, Dinamarca. Pouco tempo depois, começaram a apresentar no Ginasio de Ordrup (uma preparação local).
Quando a banda americana Nirvana começou a ter êxito, eles mudaram seu nome para "Kashmir", como a canção do Led Zeppelin.
Em 1993, obtiveram o segundo lugar no DM & Rock, e começaram a ser populares na Dinamarca.
Em 2000, a banda ganhou seis Prêmios Dinamarqueses da Música (Danish Music Awards) por 'Melhor Banda Dinamarquesa', 'Melhor Álbum Dinamarquês' por The Good Life, 'Melhor Compositor Dinarmaquês', 'Melhor Álbum  Dinarmaquês de Rock' por The Good Life, 'Melhor Produtor Dinarmaquês" e 'Melhor Video Dinarmaquês' por Mom in Love, Daddy in Space.
Em 2001, Henrik Lindstrand se uniu a banda.
Em 2004, a banda ganhou quatro Prêmios Dinarmaqueses da Música por 'Melhor Banda Dinarmaquesa' 'Melhor Album Dinarmaquês de Rock' por Zitilites, 'Melhor Video Dinarmaquês' por "Rocket Brothers" e Melhor Site de Disco por Zitilites.
Seu último álbum No Balance Palace (2005) incluiu Lou Reed recitando um poema de Eistrup em "Black Building" e David Bowie, que canta em dueto com Eistrup em "The Cynic". O álbum foi produzido por Tony Visconti.

## Discografia

### Álbuns de estúdio
- Travelogue (1994)
- Cruzential (1996)
- The Good Life (1999)
- Zitilites (2003)
- No Balance Palace (2005)
- Trespassers (2010)
- Katalogue (2011)
- E.A.R. (2013)

### EP's
- Travelogue: The Epilogue (1995)
- Stand EP (1997)
- Mom In Love, Daddy In Espace EP (1999)
- Graceland EP (1999)
- Home Dead (2001)
- Surfing The Warm Industry EP (2003)
- Rocket Brothers EP (2003)
- A Selection Of Two Lies EP (2003)
- The Cynic EP (2005)

### DVDs
- Rocket Brothers: The Movie (2004)